# SKN Sankt Pölten
Le SKN St. Pölten est un club de football autrichien basé à Sankt Pölten.

## Historique
- 2000 : Fondation du club.
- 2014 : Qualification pour le deuxième tour de la Ligue Europa 2014-2015. Première qualification européenne de l'histoire du club.

## Personnalités du club

### Entraîneurs
Liste des entraîneurs au XXIe siècle :
| - Karl Daxbacher (2000–2002) - Horst Kirasitsch (2002–2003) - Frank Schinkels (2003–2004) - Günther Wessely (2005–2006) - Peter Benes (2006) - Walter Hörmann (2006–2007) - Martin Scherb (2007–2013) - Thomas Nentwich (2013) - Gerald Baumgartner (2013–2014) - Herbert Gager (2014) - Michael Steiner (2014–2015) - Jochen Fallmann (2015) interim - Karl Daxbacher (2015–2016) | - Jochen Fallmann (2016–2018) - Ranko Popović (2018–2019) - Alexander Schmidt (2019–2020) - Robert Ibertsberger (2020–2021) - Georg Zellhofer (2021) - Gerald Baumgartner (2021) - Stephan Helm (2021-2023) - Jan Schlaudraff (2023) interim - Philipp Semlic (2023-2024) - Christoph Witamwas (2024) - Aleksandar Gitsov (2024) - Tuğberk Tanrıvermiş (2024-) |